# La Scena Musicale
La Scena Musicale ist eine zweisprachige kanadische Zeitschrift, die Klassische Musik in Kanada fördert und vier Mal jährlich erscheint. Sie wurde im September 1996 von Wah Keung Chan gegründet. Jede Ausgabe enthält einen umfassenden Veranstaltungskalender mit Konzerten, CD-, DVD- und Buchbesprechungen, Interviews mit Musikern sowie Reportagen über die lokale, nationale und internationale Musikszene.
Ursprünglich erschien die Zeitschrift nur in Französisch, seit 2002 auch in Englisch.
Das Magazin ist kostenlos, insgesamt werden 42.000 Exemplare verteilt: 18.000 in Ontario, 9.000 in British Columbia und 5.000 in Winnipeg, Edmonton und Calgary.
Die gedruckte Version ist in ganz Kanada erhältlich, mit Schwerpunkten in den Regionen Montréal, Québec und Ottawa-Gatineau. Sie wird auch an Musikschulen und Plattenläden gesendet. Eine elektronische Version ist auf der Website der Zeitschrift verfügbar.